# Форлан, Диего
Дие́го Марти́н Форла́н Кора́со (исп. Diego Martín Forlán Corazo; род. 19 мая 1979, Монтевидео) — уругвайский футболист, выступавший на позиции нападающего. Лучший игрок чемпионата мира 2010 года в ЮАР, победитель Кубка Америки 2011. Один из наиболее выдающихся футболистов в истории Уругвая, третий бомбардир в истории национальной сборной. Первый футболист, сыгравший за сборную Уругвая 100 матчей. Посол доброй воли ЮНИСЕФ.

## Биография
Диего Форлан родился 19 мая 1979 года в городе Монтевидео.
Его отец, Пабло Форлан, был игроком сборной Уругвая на чемпионате мира 1966 года в Англии и чемпионате мира 1974 года в ФРГ. Дед Диего по материнской линии, Хуан Карлос Корассо, был известным футболистом аргентинского клуба «Индепендьенте», а впоследствии — тренером сборной Уругвая. Примечательно, что и отец и дед Форлана выиграли Кубок Америки по футболу, а позже это удалось осуществить и самому Диего. Два его дяди — Хосе Пасториса и Рикардо Бочини — также известны как профессиональные футболисты.
В детстве Форлан подавал неплохие надежды, играя в теннис, однако затем сделал выбор в пользу футбола по примеру своих родственников.

## Клубная карьера

### «Индепендьенте»
Диего Форлан начал профессионально заниматься футболом в академии одного из уругвайских грандов — «Пеньяроля». В шестнадцать лет он поехал на просмотр во французский «Нанси», но таланты юного Форлана не впечатлили тренера команды и Диего отправили обратно.
Первым клубом во взрослой карьере Форлана стал «Индепендьенте», там же он впервые заявил о себе: за четыре сезона, проведённые в этой команде (1997—2001), Форлан сыграл 80 матчей, в которых забил 37 голов. Это вызвало интерес к Форлану со стороны сразу нескольких европейских клубов.

### «Манчестер Юнайтед»
В результате 22 января 2002 года уругваец подписал контракт с «Манчестер Юнайтед». Прежний клуб футболиста получил компенсацию в размере 6,9 миллиона фунтов.
Играя за «красных дьяволов», Форлан регулярно выходил на поле, но поначалу только на замену — главным бомбардиром «Манчестер Юнайтед» был Руд ван Нистелрой. Первый гол за манкунианцев Диего забил лишь 18 сентября 2002 года в матче против «Маккаби» (групповой этап Лиги чемпионов сезона 2002/03), который стал для уругвайца 27-м в составе «Манчестера».
2 декабря 2002 года Форлан забил два мяча «Ливерпулю» на «Энфилде» — это позволило «Манчестер Юнайтед» одержать первую победу над мерсисайдцами за 33 месяца. Однако в целом в этом сезоне, закончившемся победой «красных дьяволов» в чемпионате Англии, как и в следующем, Форлан оставался на вторых ролях в команде. После того, как перед началом сезона 2004/05 с «Манчестером» подписал контракт Уэйн Руни, стало ясно, что Форлан и дальше будет рассматриваться в роли резервиста, и нападающий принял решение покинуть клуб.

### «Вильярреал»
Сезон 2004/05 уругваец начал в «Вильярреале», а по его итогам стал лучшим бомбардиром чемпионата Испании (25 мячей) и получил «Золотую бутсу». Голы Форлана помогли «Вильярреалу» впервые в своей истории занять призовое место в Примере и попасть в Лигу чемпионов, где испанцы дошли до полуфинала.
Проведя три года в составе «жёлтой субмарины» (106 матчей — 54 мяча), Форлан стал настоящим лидером команды, благодаря чему попал в сферу интересов сразу нескольких английских клубов. «Арсенал», «Ливерпуль» и «Астон Вилла» предлагали за нападающего сумму порядка 15 миллионов фунтов, однако сам он предпочёл остаться в Испании.

### «Атлетико» Мадрид

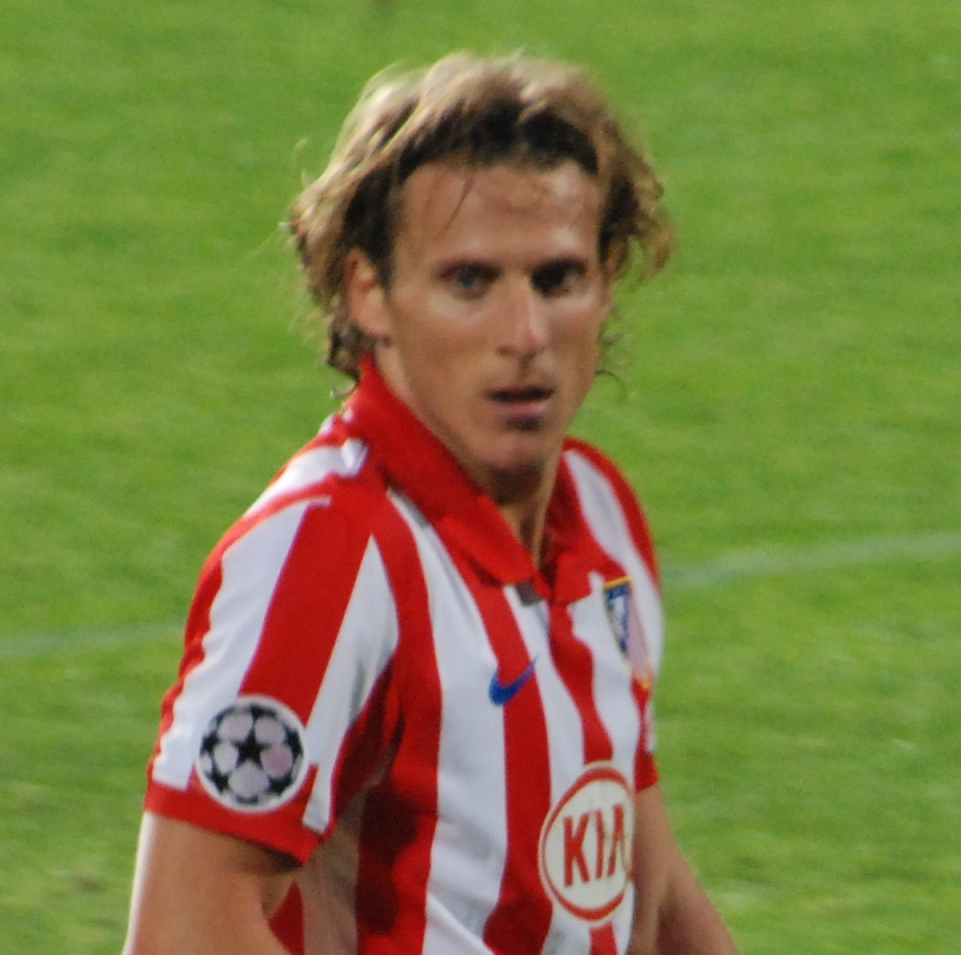
Форлан в составе «Атлетико».

Летом 2007 года Форлан перешёл в «Атлетико», за что мадридцам пришлось заплатить 21 миллион евро. Дебют нападающего в составе нового клуба состоялся в дерби против «Реала» (1:2). Тогда он провёл на поле все 90 минут, но ничем не отметился.
По итогам сезона 2008/09 Форлан, как и четыре года назад, выиграл трофей Пичичи. Он забил 32 мяча, проведя 33 игры в первенстве Испании. Особенно ударно уругваец провёл концовку чемпионата, отличившись в восьми матчах подряд (с 31 по 38 туры); в общей сложности Форлан забил 12 голов в 8 матчах. Помимо испанского трофея, отличная результативность вновь принесла Диего «Золотую бутсу». В начале сезона 2009/10 Форлан продлил четырёхлетний контракт с «Атлетико» ещё на два года.
В 2010 году «Атлетико» одержал победу в первом розыгрыше Лиги Европы УЕФА (до 2010 турнир назывался Кубком УЕФА). Форлан стал одним из главных творцов успеха «матрасников»: в полуфинальных играх против «Ливерпуля» голы Форлана позволили «Атлетико» пройти дальше (за счёт мяча, забитого на чужом поле), а в финале дубль Диего обеспечил его команде победу над «Фулхэмом». После того, как основное время матча завершилось вничью — 1:1, в овертайме Форлан пяткой замкнул прострел Серхио Агуэро и принёс титул мадридцам.
Сезон 2010/11 сложился для Форлана неудачно. В конце 2010 г. форвард потерял место в основном составе мадридцев из-за конфликта с главным тренером команды Кике Флоресом. Ситуация усугубилась настолько, что, по словам самого Форлана, они с Флоресом перестали здороваться при встрече. В итоге Диего завершил сезон с непривычно низким для себя показателем забитых мячей, а Флорес был уволен из-за неудовлетворительных результатов «Атлетико» (5-е место в Примере и вылет из Лиги Европы на ранней стадии турнира).

### «Интернационале»
Летом 2011 года Форланом заинтересовались сразу несколько клубов, однако он отклонил предложения московского «Спартака», турецких клубов «Галатасарай» и «Бешикташ», бразильского «Сан-Паулу» и эмиратского «Аль-Васла». В предпоследний день трансферного окна Диего подписал контракт с миланским «Интернационале», рассчитанный на два года.
Форлан смог отличиться за новый клуб в первом же матче Серии А против «Дженоа» (игра закончилась со счётом 4:3 в пользу генуэзцев), однако в целом его карьера в «Интере» сложилась неудачно. Диего пропустил несколько месяцев из-за травм, а «Интер», сменивший по ходу сезона трёх наставников, не смог добиться успеха ни в чемпионате Италии, ни в национальном Кубке, ни в Лиге чемпионов.
1 июля 2012 года Форлан расторг контракт с «нерадзурри». Через несколько дней он стал игроком «Интернасьонала» из Порту-Алегри, подписав с ним соглашение на 3 года.

### «Интернасьонал»
Форлан дебютировал за «Интернасьонал» 28 июля 2012 года, а 2 сентября впервые забил за новый клуб, сделав дубль в ворота «Фламенго».
В 2013 году Форлан вместе с «Интернасьоналом» выиграл Лигу Гаушу — чемпионат штата Риу-Гранди-ду-Сул. Диего забил 9 голов и стал лучшим бомбардиром лиги, опередив главного голеадаора двух предыдущих чемпионатов — Леандро Дамиао — на один гол. 24 февраля 2013 года Форлан отметился в главном противостоянии лиги Гаушу, отправив мяч в ворота принципиального соперника «колорадос» — «Гремио».

### «Сересо Осака»
22 января 2014 года Форлан согласовал с клубом «Сересо Осака», выступающим в профессиональной футбольной лиге Японии, контракт на полтора года.

### «Пеньяроль»

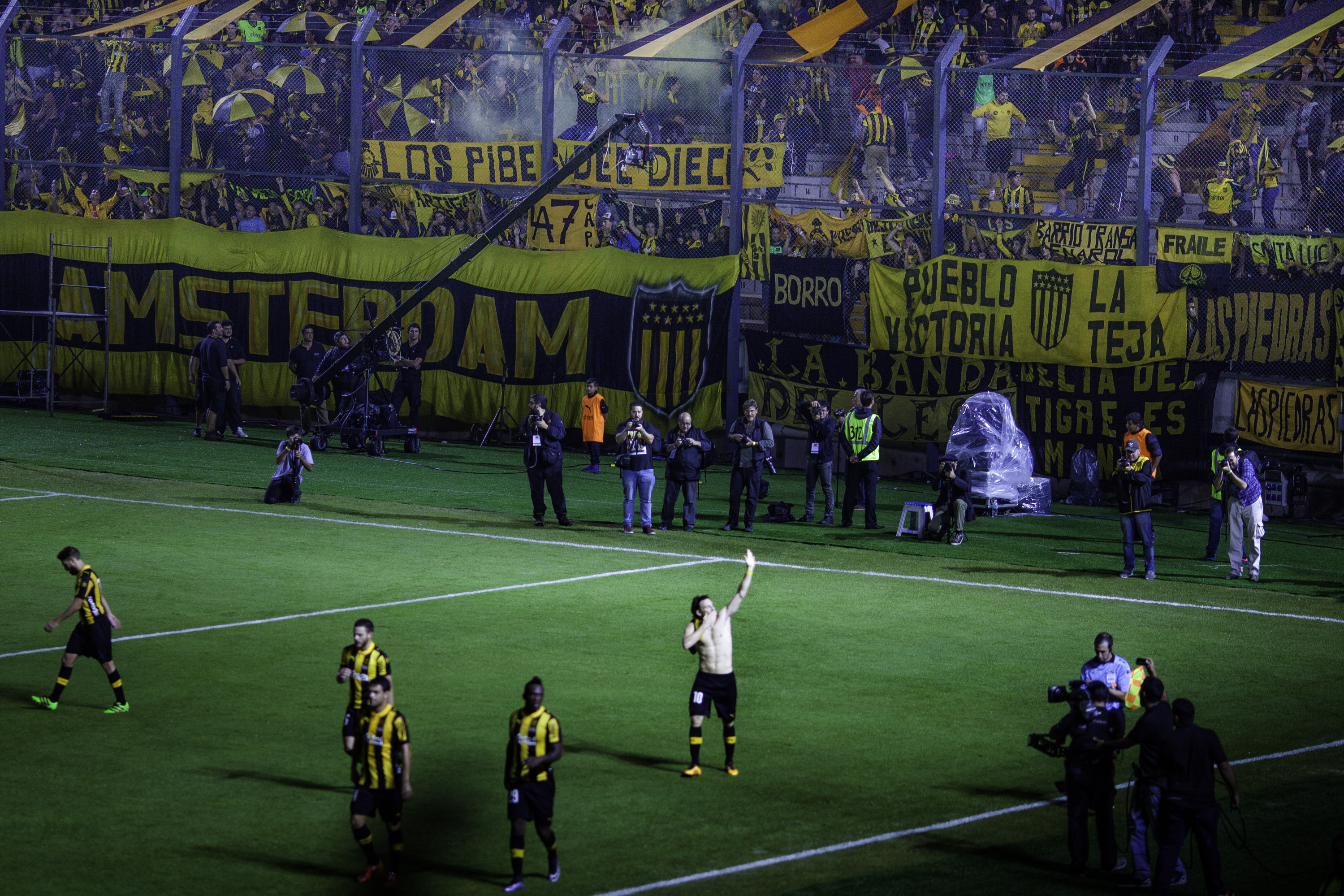
Диего Форлан в составе «Пеньяроля».

8 мая 2015 года Форлан сообщил что он продолжит карьеру в клубе «Пеньяроль».

«Я отработал контракт с „Сересо“ полностью, он был рассчитан на полтора года, и теперь, мне кажется, пришло время сменить обстановку. Я сказал президенту „Пеньяроля“ Хуану Педро Дамиани, что выступать за его клуб — мой приоритет. Я отдам все силы. Я приехал в Уругвай играть, а не заканчивать. Я намерен сыграть в свой лучший футбол. Если бы я был на это не способен, уехал бы заканчивать карьеру в другой клуб», — приводит слова Форлана Ovacion Digital.
Вместе с «Пеньяролем» Диего Форлан впервые в карьере стал чемпионом Уругвая, причём сам нападающий был признан лучшим игроком Апертуры 2015 — первой стадии чемпионата 2015/16, которую и выиграл «Пеньяроль». В 31 матче первенства, включая финал, Форлан забил восемь голов. Также Форлан стал автором первого гола в истории нового стадиона «Пеньяроля» Кампеон-дель-Сигло. Вместе с тем, кампания в Кубке Либертадорес 2016 года получилась для клуба провальной. Её начало совпало с травмой Диего, который в итоге провёл лишь три матча группового этапа, а «карбонерос» не сумели выйти в плей-офф. 14 июня 2016 года, сразу после победы в финале чемпионата, Форлан объявил о том, что покидает стан «чёрно-жёлтых».

### «Мумбаи Сити»
14 августа 2016 года Диего Форлан перешёл в индийский «Мумбаи Сити». Форвард подписал трёхмесячный контракт с клубом.

### «Китчи»
4 января 2018 Форлан присоединился к клубу гонконгской Премьер-лиги Китчи. Он дебютировал за клуб 14 января 2018, выйдя на замену на 88-й минуте в матче против «Саутерна», закончившемся со счётом 2-2. Свой первый и второй гол за Китчи Форлан забил 28 января 2018 в игре против Биу Чун Рейнджерс, завершившейся со счётом 7-0.
Летом 2018 года Диего Форлан получил статус свободного агента. Через год после этого уругваец объявил о завершении карьеры футболиста.

## Международная карьера

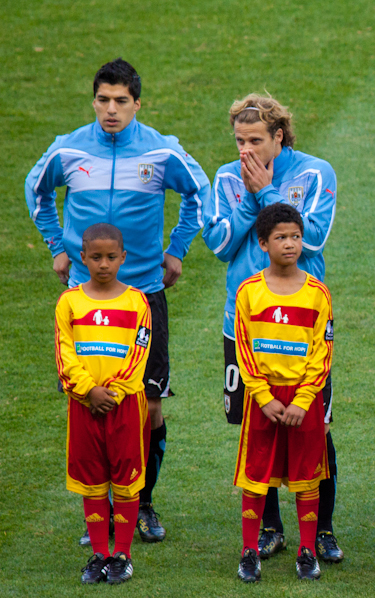
Форлан вместе с Луисом Суаресом на чемпионате мира 2010.

Диего Форлан стал привлекаться в сборную Уругвая с 2002 года. Вместе с национальной командой он участвовал в чемпионате мира в Японии и Корее и забил мяч (в матче с Сенегалом), однако сборная Уругвая заняла 3-е место в группе и не прошла дальше.
На групповой стадии Кубка Америки 2007 года Форлан не смог отличиться ни разу (вся сборная Уругвая записала в свой актив лишь один гол за три матча, хотя и смогла при этом выйти в плей-офф). В четвертьфинале Диего забил два мяча в ворота сборной Венесуэлы, а «Селесте» одержала уверенную победу — 4:1. В полуфинале Кубка против сборной Бразилии Форлан отметился голом в концовке первого тайма. Основное время закончилось со счётом 2:2, а в серии послематчевых пенальти бразильцы одержали победу (4:5; каждая команда исполнила по 7 ударов). Форлан бил первым у команды Уругвая и не смог реализовать свой шанс.
На чемпионате мира 2010 года в ЮАР Форлан забил первые два мяча уругвайцев на турнире, открыв счёт в матче второго тура против команды хозяев дальним ударом с помощью рикошета от спины защитника, а затем реализовав пенальти за снос Луиса Суареса. В 1/4 финала Форлан забил свой третий мяч на турнире, поразив ворота Ганы со штрафного удара. Отличился Форлан и в полуфинальном матче со сборной Голландии, дальним ударом сравняв счёт в матче (1:1). Однако в итоге уругвайские футболисты уступили (2:3), а Форлан был заменён из-за травмы на 84-й минуте при счёте 1:3.
В матче за 3-е место Уругвай проиграл Германии со счётом 2:3; Форлан забил второй гол своей команды. По итогам чемпионата Диего был признан лучшим игроком турнира, набрав 23,4 % голосов.
После ЧМ-2010 в честь Форлана был назван приз лучшему бомбардиру чемпионата Уругвая.

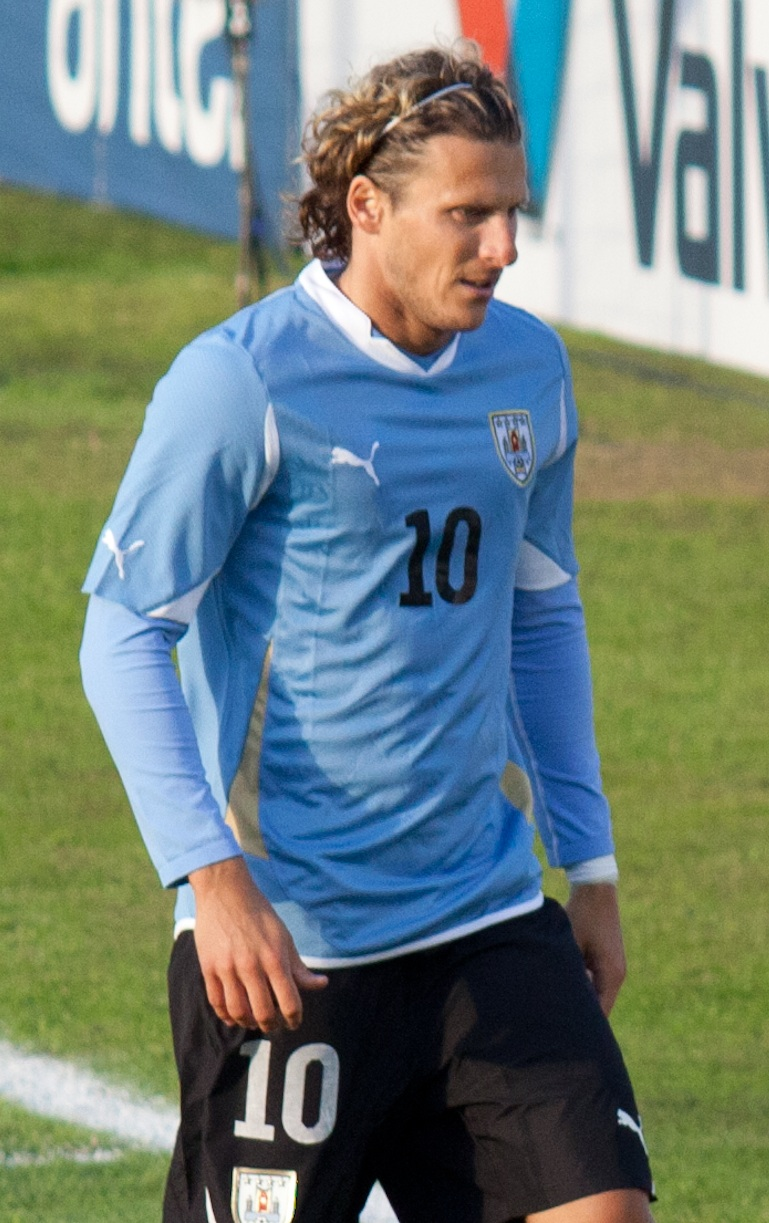
Форлан в 2011 году (товарищеский матч против сборной Нидерландов).

16 июля 2011 года Диего Форлан провёл за Уругвай 80-й матч, что стало рекордным показателем за всю историю сборной. «Селесте» в четвертьфинале Кубка Америки обыграла хозяев первенства аргентинцев и вышла в полуфинал.
24 июля 2011 года уругвайцы победили в финале Кубка Америки команду Парагвая со счётом 3:0. Диего забил второй и третий голы в этом матче, что позволило ему догнать лучшего бомбардира «Селесте» — легендарного Эктора Скароне. У обоих игроков стало по 31 забитому мячу в футболке национальной сборной.
11 октября того же года гол в ворота парагвайцев в игре отборочного турнира к чемпионату мира 2014 года вывел Диего на единоличное первое место в списке лучших бомбардиров в истории сборной Уругвая.
20 июня 2013 года, на Кубке конфедераций, Форлан сыграл 100-й матч за сборную, став первым уругвайским футболистом, кому покорилась такая отметка. В юбилейной игре он отдал голевую передачу на Диего Лугано, а позже забил победный гол в ворота нигерийцев, вернув себе чистое первое место в списке лучших бомбардиров сборной. Впрочем, спустя 3 дня, сделав дубль в ворота сборной Таити, Форлана опередил Луис Суарес. В этом матче Диего участия не принимал.
Выступил на чемпионате мира по футболу 2014 в Бразилии. Сыграл в 1-м матче группы с Коста-Рикой (1:3) — заменён за 60-й мин., и в матче 1/8 с Колумбией (0:2), выйдя в стартовом составе вместо дисквалифицированного Суареса, — заменён на 53-й минуте.
12 марта 2015 года объявил о завершении карьеры в сборной Уругвая.
| Матчи и голы Диего Форлана за сборную Уругвая | Матчи и голы Диего Форлана за сборную Уругвая | Матчи и голы Диего Форлана за сборную Уругвая | Матчи и голы Диего Форлана за сборную Уругвая | Матчи и голы Диего Форлана за сборную Уругвая | Матчи и голы Диего Форлана за сборную Уругвая | Матчи и голы Диего Форлана за сборную Уругвая |
| #                                             | Дата                                          | Место проведения                              | Соперник                                      | Счёт                                          | Соревнование                                  | Голы                                          |
| --------------------------------------------- | --------------------------------------------- | --------------------------------------------- | --------------------------------------------- | --------------------------------------------- | --------------------------------------------- | --------------------------------------------- |
| 2002                                          |                                               |                                               |                                               |                                               |                                               |                                               |
| 1                                             | 27 марта                                      | Стадион принца Мохаммеда бен Фахда, Даммам    | Саудовская Аравия                             | 2:3                                           | Товарищеский матч                             | 1 (1)                                         |
| 2                                             | 17 апреля                                     | Сан-Сиро, Милан                               | Италия                                        | 1:1                                           | Товарищеский матч                             |                                               |
| 3                                             | 16 мая                                        | Улихэ, Шэньян                                 | Китай                                         | 2:0                                           | Товарищеский матч                             |                                               |
| 4                                             | 21 мая                                        | Национальный стадион, Сингапур                | Сингапур                                      | 2:1                                           | Товарищеский матч                             |                                               |
| 5                                             | 11 июня                                       | Сувон уорлд кап стадиум, Сувон                | Сенегал                                       | 3:3                                           | Чемпионат мира                                | 1 (2)                                         |
| 2003                                          |                                               |                                               |                                               |                                               |                                               |                                               |
| 6                                             | 28 марта                                      | Олимпийский стадион, Токио                    | Япония                                        | 2:2                                           | Товарищеский матч                             | 1 (3)                                         |
| 7                                             | 8 июня                                        | Сеул уорлд кап стадиум, Сеул                  | Южная Корея                                   | 2:0                                           | Товарищеский матч                             |                                               |
| 8                                             | 20 августа                                    | Артемио Франки, Флоренция                     | Аргентина                                     | 2:3                                           | Товарищеский матч                             | 1 (4)                                         |
| 9                                             | 7 сентября                                    | Сентенарио, Монтевидео                        | Боливия                                       | 5:0                                           | Отборочный матч ЧМ-2006                       | 1 (5)                                         |
| 10                                            | 10 сентября                                   | Дефенсорес дель Чако, Асунсьон                | Парагвай                                      | 1:4                                           | Отборочный матч ЧМ-2006                       |                                               |
| 11                                            | 15 ноября                                     | Сентенарио, Монтевидео                        | Чили                                          | 2:1                                           | Отборочный матч ЧМ-2006                       |                                               |
| 12                                            | 19 ноября                                     | Пиньерао, Куритиба                            | Бразилия                                      | 3:3                                           | Отборочный матч ЧМ-2006                       | 2 (7)                                         |
| 2004                                          |                                               |                                               |                                               |                                               |                                               |                                               |
| 13                                            | 18 февраля                                    | Индепенденс Парк, Кингстон                    | Ямайка                                        | 0:2                                           | Товарищеский матч                             |                                               |
| 14                                            | 31 марта                                      | Сентенарио, Монтевидео                        | Венесуэла                                     | 0:3                                           | Отборочный матч ЧМ-2006                       |                                               |
| 15                                            | 1 июня                                        | Сентенарио, Монтевидео                        | Перу                                          | 1:3                                           | Отборочный матч ЧМ-2006                       | 1 (8)                                         |
| 16                                            | 6 июня                                        | Метрополитано, Барранкилья                    | Колумбия                                      | 0:5                                           | Отборочный матч ЧМ-2006                       |                                               |
| 17                                            | 7 июля                                        | Элиас Агирре, Чиклайо                         | Мексика                                       | 2:2                                           | Кубок Америки                                 |                                               |
| 18                                            | 10 июля                                       | Элиас Агирре, Чиклайо                         | Эквадор                                       | 2:1                                           | Кубок Америки                                 | 1 (9)                                         |
| 19                                            | 13 июля                                       | Мигель Грау, Пьюра                            | Аргентина                                     | 2:4                                           | Кубок Америки                                 |                                               |
| 20                                            | 18 июля                                       | Хорхе Басадре, Такна                          | Парагвай                                      | 3:1                                           | Кубок Америки                                 |                                               |
| 21                                            | 21 июля                                       | Национальный стадион, Лима                    | Бразилия                                      | 1:1                                           | Кубок Америки                                 |                                               |
| 22                                            | 24 июля                                       | Гарсиласо, Куско                              | Колумбия                                      | 2:1                                           | Кубок Америки                                 |                                               |
| 23                                            | 9 октября                                     | Монументаль Ривер Плейт, Буэнос-Айрес         | Аргентина                                     | 2:4                                           | Отборочный матч ЧМ-2006                       |                                               |
| 2005                                          |                                               |                                               |                                               |                                               |                                               |                                               |
| 24                                            | 27 марта                                      | Национальный стадион, Сантьяго                | Чили                                          | 0:0                                           | Отборочный матч ЧМ-2006                       |                                               |
| 25                                            | 30 марта                                      | Сентенарио, Монтевидео                        | Бразилия                                      | 1:1                                           | Отборочный матч ЧМ-2006                       | 1 (10)                                        |
| 26                                            | 4 июня                                        | Хосе Паченчо Ромеро, Маракайбо                | Венесуэла                                     | 1:1                                           | Отборочный матч ЧМ-2006                       | 1 (11)                                        |
| 27                                            | 7 июня                                        | Национальный стадион, Лима                    | Перу                                          | 0:0                                           | Отборочный матч ЧМ-2006                       |                                               |
| 28                                            | 17 августа                                    | Эль Молинон, Хихон                            | Испания                                       | 0:2                                           | Товарищеский матч                             |                                               |
| 29                                            | 4 сентября                                    | Сентенарио, Монтевидео                        | Колумбия                                      | 3:2                                           | Отборочный матч ЧМ-2006                       |                                               |
| 30                                            | 8 октября                                     | Олимпико Атауальпа, Кито                      | Эквадор                                       | 0:0                                           | Отборочный матч ЧМ-2006                       |                                               |
| 31                                            | 12 октября                                    | Сентенарио, Монтевидео                        | Аргентина                                     | 1:0                                           | Отборочный матч ЧМ-2006                       |                                               |
| 32                                            | 12 ноября                                     | Сентенарио, Монтевидео                        | Австралия                                     | 1:0                                           | Отборочный матч ЧМ-2006                       |                                               |
| 2006                                          |                                               |                                               |                                               |                                               |                                               |                                               |
| 33                                            | 1 марта                                       | Энфилд, Ливерпуль                             | Англия                                        | 1:2                                           | Товарищеский матч                             |                                               |
| 34                                            | 16 августа                                    | Алескандрия, Александрия                      | Египет                                        | 2:0                                           | Товарищеский матч                             |                                               |
| 35                                            | 15 ноября                                     | Стадион Бориса Пайчадзе, Тбилиси              | Грузия                                        | 0:2                                           | Товарищеский матч                             |                                               |
| 2007                                          |                                               |                                               |                                               |                                               |                                               |                                               |
| 36                                            | 2 июня                                        | Австралия, Сидней                             | Австралия                                     | 2:1                                           | Товарищеский матч                             | 1 (12)                                        |
| 37                                            | 26 июня                                       | Метрополитано, Мерида                         | Перу                                          | 0:3                                           | Кубок Америки                                 |                                               |
| 38                                            | 30 июня                                       | Полидепортиво де Пуэбло-Нуэво, Сан-Кристобаль | Боливия                                       | 1:0                                           | Кубок Америки                                 |                                               |
| 39                                            | 3 июля                                        | Метрополитано, Мерида                         | Венесуэла                                     | 0:0                                           | Кубок Америки                                 |                                               |
| 40                                            | 7 июля                                        | Полидепортиво де Пуэбло-Нуэво, Сан-Кристобаль | Венесуэла                                     | 4:1                                           | Кубок Америки                                 | 2 (14)                                        |
| 41                                            | 10 июля                                       | Хосе Паченчо Ромеро, Маракайбо                | Бразилия                                      | 2:2                                           | Кубок Америки                                 | 1 (15)                                        |
| 42                                            | 14 июля                                       | Олимпийский стадион, Каракас                  | Мексика                                       | 1:3                                           | Кубок Америки                                 |                                               |
| 43                                            | 13 октября                                    | Сентенарио, Монтевидео                        | Боливия                                       | 5:0                                           | Отборочный матч ЧМ-2010                       | 1 (16)                                        |
| 44                                            | 17 октября                                    | Дефенсорес дель Чако, Асунсьон                | Парагвай                                      | 0:1                                           | Отборочный матч ЧМ-2010                       |                                               |
| 2008                                          |                                               |                                               |                                               |                                               |                                               |                                               |
| 45                                            | 6 февраля                                     | Сентенарио, Монтевидео                        | Колумбия                                      | 2:2                                           | Отборочный матч ЧМ-2010                       |                                               |
| 46                                            | 28 мая                                        | Уллевол, Осло                                 | Норвегия                                      | 2:2                                           | Товарищеский матч                             |                                               |
| 47                                            | 14 июня                                       | Сентенарио, Монтевидео                        | Венесуэла                                     | 2:2                                           | Отборочный матч ЧМ-2010                       |                                               |
| 48                                            | 17 июня                                       | Сентенарио, Монтевидео                        | Перу                                          | 6:0                                           | Отборочный матч ЧМ-2010                       | 3 (19)                                        |
| 49                                            | 6 сентября                                    | Кампин, Богота                                | Колумбия                                      | 1:0                                           | Отборочный матч ЧМ-2010                       |                                               |
| 50                                            | 10 сентября                                   | Сентенарио, Монтевидео                        | Эквадор                                       | 0:0                                           | Отборочный матч ЧМ-2010                       |                                               |
| 51                                            | 19 ноября                                     | Стад де Франс, Париж                          | Франция                                       | 0:0                                           | Товарищеский матч                             |                                               |
| 2009                                          |                                               |                                               |                                               |                                               |                                               |                                               |
| 52                                            | 28 марта                                      | Сентенарио, Монтевидео                        | Парагвай                                      | 2:0                                           | Отборочный матч ЧМ-2010                       | 1 (20)                                        |
| 53                                            | 1 апреля                                      | Национальный стадион, Сантьяго                | Чили                                          | 0:0                                           | Отборочный матч ЧМ-2010                       |                                               |
| 54                                            | 6 июня                                        | Сентенарио, Монтевидео                        | Бразилия                                      | 0:4                                           | Отборочный матч ЧМ-2010                       |                                               |
| 55                                            | 10 июня                                       | Полидепортиво Качамэй, Пуэрто-Ордас           | Венесуэла                                     | 2:2                                           | Отборочный матч ЧМ-2010                       | 1 (21)                                        |
| 56                                            | 9 сентября                                    | Сентенарио, Монтевидео                        | Колумбия                                      | 3:1                                           | Отборочный матч ЧМ-2010                       |                                               |
| 57                                            | 10 октября                                    | Олимпико Атауальпа, Кито                      | Эквадор                                       | 2:1                                           | Отборочный матч ЧМ-2010                       | 1 (22)                                        |
| 58                                            | 13 октября                                    | Сентенарио, Монтевидео                        | Аргентина                                     | 0:1                                           | Отборочный матч ЧМ-2010                       |                                               |
| 59                                            | 14 ноября                                     | Рикардо Саприсса Айма, Сан-Хосе               | Коста-Рика                                    | 1:0                                           | Отборочный матч ЧМ-2010                       |                                               |
| 60                                            | 18 ноября                                     | Сентенарио, Монтевидео                        | Коста-Рика                                    | 1:1                                           | Отборочный матч ЧМ-2010                       |                                               |
| 2010                                          |                                               |                                               |                                               |                                               |                                               |                                               |
| 61                                            | 3 марта                                       | АФГ Арена, Санкт-Галлен                       | Швейцария                                     | 3:1                                           | Товарищеский матч                             | 1 (23)                                        |
| 62                                            | 26 мая                                        | Сентенарио, Монтевидео                        | Израиль                                       | 4:1                                           | Товарищеский матч                             | 1 (24)                                        |
| 63                                            | 11 июня                                       | Стадион Кейптауна, Кейптаун                   | Франция                                       | 0:0                                           | Чемпионат мира                                |                                               |
| 64                                            | 16 июня                                       | Лофтус Версфельд, Претория                    | ЮАР                                           | 3:0                                           | Чемпионат мира                                | 2 (26)                                        |
| 65                                            | 22 июня                                       | Роял Бафокенг, Рустенбург                     | Мексика                                       | 1:0                                           | Чемпионат мира                                |                                               |
| 66                                            | 26 июня                                       | Нельсон Мандела Бэй, Порт-Элизабет            | Южная Корея                                   | 2:1                                           | Чемпионат мира                                |                                               |
| 67                                            | 2 июля                                        | Соккер Сити, Йоханнесбург                     | Гана                                          | 1:1                                           | Чемпионат мира                                | 1 (27)                                        |
| 68                                            | 6 июля                                        | Стадион Кейптауна, Кейптаун                   | Нидерланды                                    | 2:3                                           | Чемпионат мира                                | 1 (28)                                        |
| 69                                            | 10 июля                                       | Нельсон Мандела Бэй, Порт-Элизабет            | Германия                                      | 2:3                                           | Чемпионат мира                                | 1 (29)                                        |
| 70                                            | 12 октября                                    | Wuhan Sports Center Stadium, Ухань            | Китай                                         | 4:0                                           | Товарищеский матч                             |                                               |
| 71                                            | 17 ноября                                     | Монументаль Давид Арельяно, Сантьяго          | Чили                                          | 0:2                                           | Товарищеский матч                             |                                               |
| 2011                                          |                                               |                                               |                                               |                                               |                                               |                                               |
| 72                                            | 25 марта                                      | А. Ле Кок Арена, Таллинн                      | Эстония                                       | 0:2                                           | Товарищеский матч                             |                                               |
| 73                                            | 29 марта                                      | Авива, Дублин                                 | Ирландия                                      | 3:2                                           | Товарищеский матч                             |                                               |
| 74                                            | 29 мая                                        | Райн-Неккар-Арена, Зинсхайм                   | Германия                                      | 1:2                                           | Товарищеский матч                             |                                               |
| 75                                            | 8 июня                                        | Сентенарио, Монтевидео                        | Нидерланды                                    | 1:1                                           | Товарищеский матч                             |                                               |
| 76                                            | 23 июня                                       | Атилио Пайва Оливера, Ривера                  | Эстония                                       | 3:0                                           | Товарищеский матч                             |                                               |
| 77                                            | 4 июля                                        | Бисентенарио, Сан-Хуан                        | Перу                                          | 1:1                                           | Кубок Америки                                 |                                               |
| 78                                            | 8 июля                                        | Мальвинас Архентинас, Мендоса                 | Чили                                          | 1:1                                           | Кубок Америки                                 |                                               |
| 79                                            | 12 июля                                       | Сьюдад де Ла-Плата, Ла-Плата                  | Мексика                                       | 1:0                                           | Кубок Америки                                 |                                               |
| 80                                            | 16 июля                                       | Стадион им. Эстанислао Лопеса, Санта-Фе       | Аргентина                                     | 1:1                                           | Кубок Америки                                 |                                               |
| 81                                            | 19 июля                                       | Сьюдад де Ла-Плата, Ла-Плата                  | Перу                                          | 2:0                                           | Кубок Америки                                 |                                               |
| 82                                            | 24 июля                                       | Монументаль Ривер Плейт, Буэнос-Айрес         | Парагвай                                      | 3:0                                           | Кубок Америки                                 | 2 (31)                                        |
| 83                                            | 7 октября                                     | Сентенарио, Монтевидео                        | Боливия                                       | 4:2                                           | Отборочный матч ЧМ-2014                       |                                               |
| 84                                            | 11 октября                                    | Дефенсорес дель Чако, Асунсьон                | Парагвай                                      | 1:1                                           | Отборочный матч ЧМ-2014                       | 1 (32)                                        |
| 2012                                          |                                               |                                               |                                               |                                               |                                               |                                               |
| 85                                            | 29 февраля                                    | Национальный стадион, Бухарест                | Румыния                                       | 1:1                                           | Товарищеский матч                             |                                               |
| 86                                            | 25 мая                                        | Локомотив, Москва                             | Россия                                        | 1:1                                           | Товарищеский матч                             |                                               |
| 87                                            | 2 июня                                        | Сентенарио, Монтевидео                        | Венесуэла                                     | 1:1                                           | Отборочный матч ЧМ-2014                       | 1 (33)                                        |
| 88                                            | 10 июня                                       | Сентенарио, Монтевидео                        | Перу                                          | 4:2                                           | Отборочный матч ЧМ-2014                       |                                               |
| 89                                            | 15 августа                                    | Стад Осеан, Гавр                              | Франция                                       | 0:0                                           | Товарищеский матч                             |                                               |
| 90                                            | 7 сентября                                    | Метрополитано, Барранкилья                    | Колумбия                                      | 0:4                                           | Отборочный матч ЧМ-2014                       |                                               |
| 91                                            | 11 сентября                                   | Сентенарио, Монтевидео                        | Эквадор                                       | 1:1                                           | Отборочный матч ЧМ-2014                       |                                               |
| 92                                            | 12 октября                                    | Мальвинас Архентинас, Мендоса                 | Аргентина                                     | 0:3                                           | Отборочный матч ЧМ-2014                       |                                               |
| 93                                            | 16 октября                                    | Эрнандо Силес, Ла-Пас                         | Боливия                                       | 1:4                                           | Отборочный матч ЧМ-2014                       |                                               |
| 2013                                          |                                               |                                               |                                               |                                               |                                               |                                               |
| 94                                            | 6 февраля                                     | Халифа, Доха                                  | Испания                                       | 1:3                                           | Товарищеский матч                             |                                               |
| 95                                            | 23 марта                                      | Сентенарио, Монтевидео                        | Парагвай                                      | 1:1                                           | Отборочный матч ЧМ-2014                       |                                               |
| 96                                            | 26 марта                                      | Национальный стадион, Сантьяго                | Чили                                          | 0:2                                           | Отборочный матч ЧМ-2014                       |                                               |
| 97                                            | 6 июня                                        | Сентенарио, Монтевидео                        | Франция                                       | 1:0                                           | Товарищеский матч                             |                                               |
| 98                                            | 11 июня                                       | Полидепортиво Качамай, Сьюдад-Гуаяна          | Венесуэла                                     | 1:0                                           | Отборочный матч ЧМ-2014                       |                                               |
| 99                                            | 17 июня                                       | Арена Пернамбуку, Ресифи                      | Испания                                       | 1:2                                           | Кубок конфедераций                            |                                               |
| 100                                           | 20 июня                                       | Фонте-Нова, Салвадор                          | Нигерия                                       | 2:1                                           | Кубок конфедераций                            | 1 (34)                                        |
| 101                                           | 26 июня                                       | Минейран, Белу-Оризонти                       | Бразилия                                      | 1:2                                           | Кубок конфедераций                            |                                               |
| 102                                           | 30 июня                                       | Фонте-Нова, Салвадор                          | Италия                                        | 2:2                                           | Кубок конфедераций                            |                                               |
| 103                                           | 14 августа                                    | Мияги, Рифу                                   | Япония                                        | 4:2                                           | Товарищеский матч                             | 2 (36)                                        |
| 104                                           | 6 сентября                                    | Национальный стадион, Лима                    | Перу                                          | 2:1                                           | Отборочный матч ЧМ-2014                       |                                               |
| 105                                           | 11 октября                                    | Олимпико Атауальпа, Кито                      | Эквадор                                       | 0:1                                           | Отборочный матч ЧМ-2014                       |                                               |
| 106                                           | 13 ноября                                     | Международный стадион, Амман                  | Иордания                                      | 5:0                                           | Отборочный матч ЧМ-2014                       |                                               |
| 107                                           | 21 ноября                                     | Сентенарио, Монтевидео                        | Иордания                                      | 0:0                                           | Отборочный матч ЧМ-2014                       |                                               |
| 2014                                          |                                               |                                               |                                               |                                               |                                               |                                               |
| 108                                           | 5 марта                                       | Вёртерзе-Штадион, Клагенфурт-ам-Вёртерзе      | Австрия                                       | 1:1                                           | Товарищеский матч                             |                                               |
| 109                                           | 31 мая                                        | Сентенарио, Монтевидео                        | Северная Ирландия                             | 1:0                                           | Товарищеский матч                             |                                               |
| 110                                           | 5 июня                                        | Сентенарио, Монтевидео                        | Словения                                      | 2:0                                           | Товарищеский матч                             |                                               |
| 111                                           | 14 июня                                       | Кастелан, Форталеза                           | Коста-Рика                                    | 1:3                                           | Чемпионат мира                                |                                               |
| 112                                           | 28 июня                                       | Маракана, Рио-де-Жанейро                      | Колумбия                                      | 0:2                                           | Чемпионат мира                                |                                               |

Итого: 112 матчей/36 голов; 43 победы, 37 ничьих, 32 поражения.
(откорректировано по состоянию на 28 июня 2014 г.)

## Стиль игры
В детстве Диего Форлан собирался стать вратарём, но по совету отца изменил своё решение и выбрал амплуа нападающего. Форлан может играть как на острие атак, так и на позиции оттянутого форварда. Именно в этой роли Диего использовал тренер сборной Уругвая Оскар Табарес.
Форлан хорошо владеет обеими ногами, не являясь ярко выраженным правшой или левшой: из 27 голов, забитых уругвайцем в Примере в сезоне 2008/2009 к 36-му туру, тринадцать были забиты левой ногой и столько же — правой. Другой козырь Форлана — поставленный дальний удар, с помощью которого он часто поражает ворота соперников.
Помимо игровых качеств, на футбольном поле Форлан выделяется корректным поведением без грубости и большого количества фолов. По количеству жёлтых карточек за сезон — чуть более двух — он обладает одним из самых низких показателей среди игроков испанской примеры конца 2000-х.

## Тренерская карьера
В декабре 2019 года Диего Форлан был назначен главным тренером родного для себя «Пеньяроля». В середине 2020 года ушёл из «Пеньяроля» из-за неудовлетворительных результатов. В марте 2021 года был назначен главным тренером «Атенаса». Дебютировал в новой должности 3 июня — его команда дома в рамках первой игры Второго дивизиона чемпионата Уругвая сыграла вничью 1:1 с «Рамплой Хуниорс».

## Награды и достижения

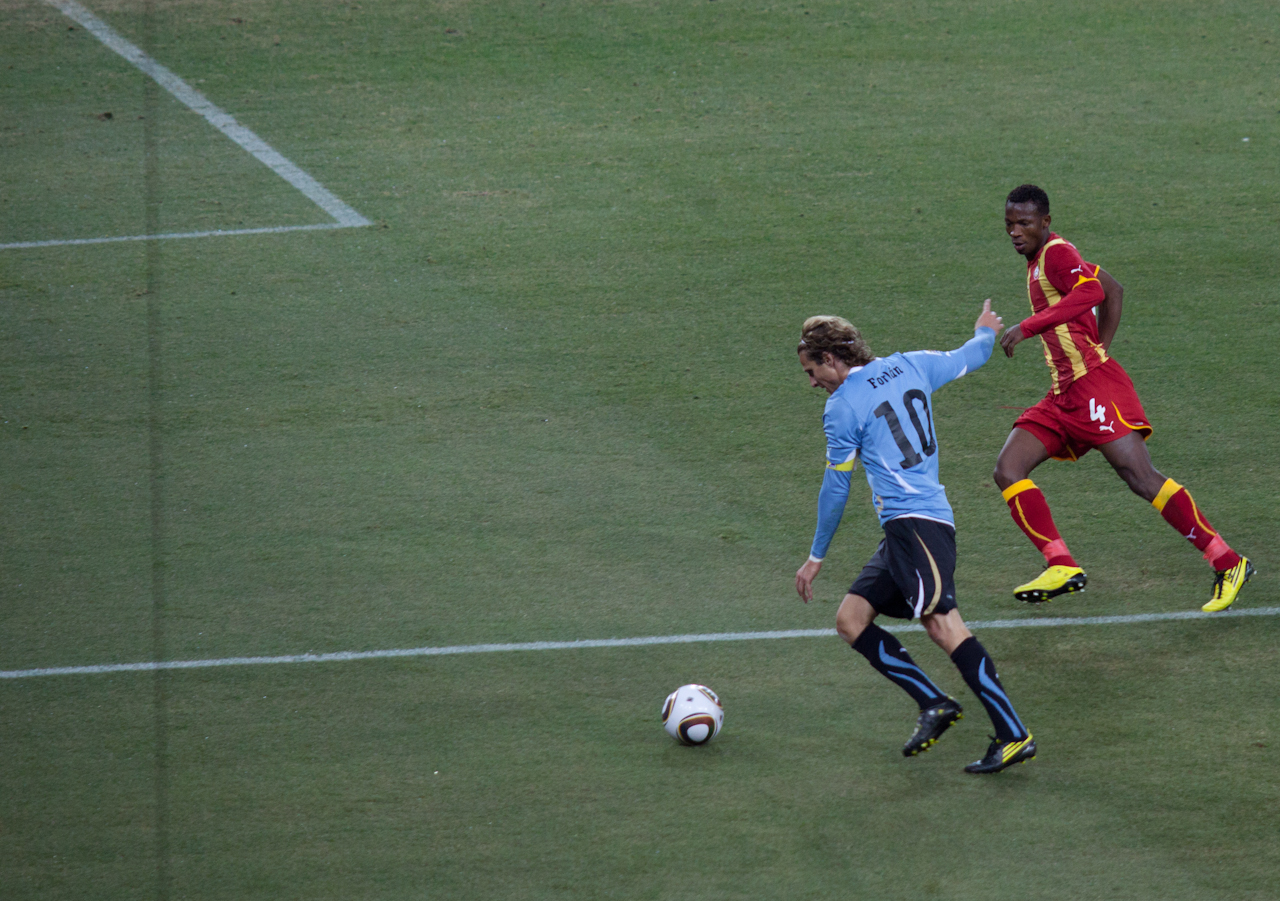
Форлан в атаке на ворота сборной Ганы

### Командные
Манчестер Юнайтед
- Чемпион Англии: 2002/03
- Обладатель Кубка Англии: 2003/04
- Обладатель Суперкубка Англии: 2003

Вильярреал
- Обладатель Кубка Интертото: 2003/04

Атлетико Мадрид
- Победитель Лиги Европы: 2009/10
- Обладатель Суперкубка УЕФА: 2010

Интернасьонал
- Победитель Лиги Гаушу: 2013

Пеньяроль
- Чемпион Уругвая: 2015/16

Сборная Уругвая
- Обладатель Кубка Америки: 2011
- Бронзовый призёр Кубка Америки: 2004
- 4-е место на чемпионате мира: 2010

### Личные
- Лучший игрок чемпионата мира: 2010
- Лучший бомбардир чемпионата мира: 2010[55]
- Обладатель «Золотой бутсы» (2): 2005, 2009
- Лучший бомбардир чемпионата Испании (2): 2005, 2009
- Лучший бомбардир Лиги Гаушу: 2013
- Футболист года в Уругвае (7): 2002, 2003, 2005, 2007, 2008, 2009, 2010
- Спортсмен года в Уругвае (2): 2009, 2010[56]
- Обладатель «Трофея ЕФЕ»: 2005
- Лучший спортсмен года по версии журнала GQ: 2010[57]
- Офицер ордена Изабеллы Католической (Испания): 2011[58][59]

## Статистика выступлений
По состоянию на 12 июня 2016 года
| Клуб              | Сезон            | Лига | Лига | Кубки | Кубки | Кубки КОНМЕБОЛ / УЕФА / АФК | Кубки КОНМЕБОЛ / УЕФА / АФК | Прочие | Прочие | Итого | Итого |
| Клуб              | Сезон            | Игры | Голы | Игры  | Голы  | Игры                        | Голы                        | Игры   | Голы   | Игры  | Голы  |
| ----------------- | ---------------- | ---- | ---- | ----- | ----- | --------------------------- | --------------------------- | ------ | ------ | ----- | ----- |
| Индепендьенте     | 1998/99          | 2    | 0    | -     | -     | 0                           | 0                           | 0      | 0      | 2     | 0     |
| Индепендьенте     | 1999/00          | 24   | 7    | -     | -     | 0                           | 0                           | 0      | 0      | 24    | 7     |
| Индепендьенте     | 2000/01          | 36   | 18   | -     | -     | 4                           | 1                           | 0      | 0      | 40    | 19    |
| Индепендьенте     | 2001/02          | 18   | 12   | -     | -     | 7                           | 2                           | 0      | 0      | 25    | 14    |
| Индепендьенте     | Итого            | 80   | 37   | 0     | 0     | 11                          | 3                           | 0      | 0      | 91    | 40    |
| Манчестер Юнайтед | 2001/02          | 13   | 0    | 0     | 0     | 5                           | 0                           | 0      | 0      | 18    | 0     |
| Манчестер Юнайтед | 2002/03          | 25   | 6    | 7     | 2     | 13                          | 1                           | 0      | 0      | 45    | 9     |
| Манчестер Юнайтед | 2003/04          | 24   | 4    | 3     | 2     | 4                           | 2                           | 1      | 0      | 32    | 8     |
| Манчестер Юнайтед | 2004/05          | 1    | 0    | 0     | 0     | 1                           | 0                           | 1      | 0      | 3     | 0     |
| Манчестер Юнайтед | Итого            | 63   | 10   | 10    | 4     | 23                          | 3                           | 2      | 0      | 98    | 17    |
| Вильярреал        | 2004/05          | 38   | 25   | 1     | 0     | 0                           | 0                           | 0      | 0      | 39    | 25    |
| Вильярреал        | 2005/06          | 32   | 10   | 2     | 0     | 13                          | 3                           | 0      | 0      | 47    | 13    |
| Вильярреал        | 2006/07          | 36   | 19   | 4     | 1     | 2                           | 1                           | 0      | 0      | 42    | 21    |
| Вильярреал        | Итого            | 106  | 54   | 7     | 1     | 15                          | 4                           | 0      | 0      | 128   | 59    |
| Атлетико Мадрид   | 2007/08          | 36   | 16   | 6     | 1     | 11                          | 6                           | 0      | 0      | 53    | 23    |
| Атлетико Мадрид   | 2008/09          | 33   | 32   | 3     | 1     | 9                           | 2                           | 0      | 0      | 45    | 35    |
| Атлетико Мадрид   | 2009/10          | 33   | 18   | 6     | 3     | 17                          | 7                           | 0      | 0      | 56    | 28    |
| Атлетико Мадрид   | 2010/11          | 32   | 8    | 3     | 1     | 6                           | 1                           | 1      | 0      | 42    | 10    |
| Атлетико Мадрид   | 2011/12          | 0    | 0    | 0     | 0     | 2                           | 0                           | 0      | 0      | 2     | 0     |
| Атлетико Мадрид   | Итого            | 134  | 74   | 18    | 6     | 45                          | 16                          | 1      | 0      | 198   | 96    |
| Интернационале    | 2011/12          | 18   | 2    | 0     | 0     | 2                           | 0                           | 0      | 0      | 20    | 2     |
| Интернационале    | Итого            | 18   | 2    | 0     | 0     | 2                           | 0                           | 0      | 0      | 20    | 2     |
| Интернасьонал     | 2012             | 19   | 5    | 0     | 0     | 0                           | 0                           | 0      | 0      | 19    | 5     |
| Интернасьонал     | 2013             | 28   | 14   | 8     | 3     | 0                           | 0                           | 0      | 0      | 36    | 17    |
| Интернасьонал     | Итого            | 47   | 19   | 8     | 3     | 0                           | 0                           | 0      | 0      | 55    | 22    |
| Сересо Осака      | 2014             | 26   | 7    | 2     | 0     | 6                           | 2                           | 0      | 0      | 34    | 9     |
| Сересо Осака      | 2015             | 16   | 10   | 0     | 0     | -                           | -                           | 0      | 0      | 16    | 10    |
| Сересо Осака      | Итого            | 42   | 17   | 2     | 0     | 6                           | 2                           | 0      | 0      | 50    | 19    |
| Пеньяроль         | 2015/16          | 31   | 8    | -     | -     | 3                           | 0                           | 0      | 0      | 34    | 8     |
| Пеньяроль         | Итого            | 31   | 8    | 0     | 0     | 3                           | 0                           | 0      | 0      | 34    | 8     |
| Всего за карьеру  | Всего за карьеру | 521  | 221  | 45    | 14    | 105                         | 28                          | 3      | 0      | 674   | 263   |

## Личная жизнь
- C 2008 года встречался с аргентинской моделью и телеведущей Саирой Нара[англ.] (исп. Zaira Nara)[64]. Весной 2011 г. Форлан заявил о том, что их свадьба должна состояться в июле[65], однако перед началом Кубка Америки стало известно, что пара рассталась.
- 2 июля 2013 год женился на 23-летней студентке-медике Пас Кардосо, с которой встречался с середины 2012 года[66][67]. 18 февраля 2016 года у Диего родился первенец, которому дали имя Мартин[68]. Спустя четыре дня Диего отметил рождение сына классическим хет-триком и двумя голевыми передачами в матче чемпионата Уругвая против «Дефенсор Спортинга» (5:1)[69][70].
- В 2005 году Форлан получил звание Посла доброй воли ЮНИСЕФ[3]. Он стал всего лишь вторым уругвайцем, удостоенным этой чести (первый — ещё один знаменитый футболист Энцо Франческоли).
- Диего Форлан участвует в работе Фонда Алехандры Форлан (Fundación Alejandra Forlán])[71], который занимается помощью людям, получившим тяжёлые травмы в результате автомобильных аварий. Алехандра, сестра Диего, в 1991 году попала в автокатастрофу и с тех пор парализована.
- Получил прозвище Cachavacha. Так зовут персонажа (ведьму) аргентинского мультфильма, на которого Диего внешне похож[72].
- Попал на обложку мужского журнала Men's Health (испанский номер за ноябрь 2009 года)[73].
- Болеет исключительно за один клуб, «Пеньяроль», а также за сборную Уругвая[74].
- Одно из увлечений Форлана — гольф[75].